# Baduspanides
Les Baduspanides sont une dynastie d’origine perse issues des Dabwaïhides qui, après la destruction de l’Empire sassanide par les Arabes, maintiennent leur indépendance dans le Rūyān et le Rustemdar. 

## Origine
Les Baduspanides sont issus de Bādūspān (Pādūspān), fils de Gīl Gīlān Gawbāra, qui selon la tradition règne sur le Rūyān lorsque son frère Dābūya succède à leur père sur le trône de Gīlān. Comme les Dabwaïhides et les Bawandides ils revendiquent donc une ascendance sassanide.
La dynastie établie en 660 devient rapidement vassale des Alides. Plus tard ses princes sont successivement vassaux des Buyides puis des Bawandides qui les déposent même en 1190. Rétablie en 1209 la dynastie se prolonge jusqu’à l’époque de Timour. 
Après le long règne de près de 50 ans de Kayūmarṯ b. Bīsotūn b. Gostahm b. Zīār (mort en 1453) deux de ses fils se partagent ses domaines. La lignée de Malek Kā’ūs, b. Kayūmarṯ, s’établit à Nur où elle règne de manière indépendante jusqu’en 1576 et celle de Malek Eskandar b. Kayūmarṯ à Kudjur jusqu’en 1567. Pendant la seconde moitié du XVIe siècle les deux petites principautés sont vassalisées puis finalement intégrées à leur empire par les Séfévides.

## Princes légendaires
Il existe une liste des princes Baduspanides  portant le titre d’ «ostandār» et des noms iraniens depuis l’éponyme Bādūspān et qui se termine  avec un certain Shahryar III (925-936) dont le successeur porte le nom arabo-musulman de Šams-al-Mulūk Mohammad Ier (936-948). Il semble qu’il s’agisse d’une  reconstitution tardive sans grande valeur historique.   
En effet cette revendication des dynastes de  Rūyān de descendre de  Bādūspān est contenue dans le Tārīḵ-eRūyān de Awlīā-Allāh Āmolī (composé vers 1359)  qui donne la généalogie du prince contemporain  Jalāl-al-Dawla Eskandar  depuis  Bādūspān.

## Princes historiques
Le premier prince historique de cette dynastie est Nāser-al-Dawla Šaraf-al-Dīn Nasr b. Šahrīvaš  dont les monnaies émises au  Rūyān et Kajū en  1108-09  et  1110-11 révèlent  qu’il était un vassal du sultan seldjoukide Muhammad Ier. Notons que son nom n’apparaît pas dans la liste des princes Baduspanides. On  trouve ensuite :
- : Fakr-al-Dawla Nāmāvar Ier ;
- ????-1117 : Izz ed-din Hazārasf  Ier ;
- 1117-1129 : Šahrīvaš(n) (Ẓahīr-al-Dīn has Šahrnūš) b. Hazārasf ;
- 1129-1165 : Kay kā’ūs b. Hazārasf son frère ;
- 1165-1190 : Hazārasf II b. Šahrīvaš son neveu ;
- 1190-1209 Domination des Bawandides
- 1209-1213 : Zarrīnkamar b. Jostān petit-fils de Kay kā’ūs ;
- 1213 -1223 :  Bīsotūn b. Nāmāvar (b. Bīsotūn?) ;
- 1223-1242/1243 : Fakr-al-Dawla Nāmāvar II son fils.
- Mort en 1242 : Ḥosām-al-Dawla Ardašīr II fils aîné, règne à  Daylamān, ,
- 1242- ???? : Eskandar, second fils, règne au Rūyān ;
- 1242-1272 : Šahrāgīm b. Nāmāvar troisième fils ;
- 1272-1301 : Fakr-al-Dawla Nāmāvar III Šāh-Ḡāzī son fils ;
- 1301-1311 : Kay Ḵosrow  son frère ;
- 1311-1317 : Šams-al-Mulūk Mohammad III son fils ;
- 1317-1324 : Naṣīr-al-Dīn Šahrīār IV son frère ;
- 1324-1333 : Tāj-al-Dawla Zīār b. Šāh-Kay Ḵosrow  son frère ;
- 1333-1359 : Jalāl-al-Dawla Eskandar, son fils ;
- 1359-1378 : Faḵr-al-Dawla Šāh-Ḡāzī à Nātelrostāq, son frère ;.
- 1378-1379 : Ażod-al-Dawla Qobād son fils ;
- 1379-1391 : Domination des séydis de Sari
- 1391-1394 : Saʿd-al-Dawla Ṭūs b. Zīār
- 1394-     : Eskandar b. Gostahm b. Zīār prétendant (?)
- 1399-1453 : Kayūmarṯ b. Bīsotūn b. Gostahm b. Zīār
- 1453      : Kayūmarṯ Malek Moẓaffar son plus jeune fils prétendant à Kojur

### Branche de Nūr
- 1453-1467 : Malek Kā’ūs, b. Kayūmarṯ,  fils aîné ;
- 1467-1499 : Malek Jahāngīr Ier  b. Kā’ūs  son fils ;
- 1499-1507 : Malek Bīsotūn b. Jahāngīr son fils ;
- 1507-1550 : Malek Bahman b. Bīsotūn  son fils ;
- 1550-1576 : Malek Kayūmarṯ b. Bahman son fils ;
- 1582-1586 : Malek Sultan‘Azīz b. Kayūmarṯ  son fils ;
- 1586-1593/1594 : Malek Jahāngīr II b.‘Azīz son fils.

Il rejoint la cour de Shah Abbas Ier et volontairement il abdique en sa faveur.

### Branche de Kudjūr
- 1453-1476 : Malek Eskandar b. Kayūmart second fils
- 1476-1491 : Malek Tāj-al-Dawla b. Eskandar ;
- 1491-1507 : Malek Ašraf b. Tāj-al-Dawla ;
- 1507-1543 : Malek Kā’ūs b. Ašraf ;
- 1543-1555 : Malek Kayūmarṯ b. Kā’ūs ;
- 1555-1567 : Malek Jahāngīr Ier  b. Kā’ūs ;
- 1568-1590 : Malek Sultan Mohammad b. Jahāngīr ;
- 1590 1598/1599 : Malek Jahāngīr II  b. Mohammad.

Annexion par les Séfévides.

## Sources
- Anthony  Stokvis, Manuel d'histoire, de généalogie et de chronologie de tous les États du globe, depuis les temps les plus reculés jusqu'à nos jours, éditions Brill ,Leyde 1888. Volume 1 Part 1ː Asia. chapitre VIII, « Dynasties des Ghavparéhides-Padhospanides du Ruyan et du Rustemdar (660-1597) », § 3 p. 122.
- Article BADUSPANIDS dans Encyclopaedia Iranica